# У55 (Берлин)
У55 је линија берлинског метроа. Повезује главну железничку станицу са раскрсницом до S-Bahn код Брандербург Тора. Линија је отворена 8. августа 2009, дуга је 1,8 km и тренутно има само три станице.